# Plaza Central
La Plaza Central  (中环广场) ou Overseas Exchange Square est un ensemble de gratte-ciel jumeaux de 145 mètres de hauteur construit de 1993 à 2005 à Chengdu dans le centre de la Chine.
Chaque tour abrite des bureaux sur 34 étages pour une surface de plancher de 89 000 m².